# Карачова
Карачова (Карвчева) — річка у Борівському районі Харківської області. Ліва притока Оскілу (басейн Сіверського Донця).

## Опис
Довжина 12 км, похил річки — 4,6 м/км. Площа басейну 64,2 км². 

## Розташування
Карачова бере початок в селі Маліївка. Тече на північний захід через село Піски-Радьківські і на його північній околиці впадає у річку Оскіл (Оскільське водосховище), ліву притоку Сіверського Донця.